# Hiroshima Toyo Carp
Hiroshima Toyo Carp (広島東洋カープ, Hiroshima Tōyō Kāpu) là một CLB bóng chày chuyên nghiệp trực thuộc nhánh giải Central League của Giải Bóng chày Chuyên nghiệp Nhật Bản (NPB). Sân nhà của đội, Sân vận động Mazda, nằm tại Minami-ku, thành phố Hiroshima, Nhật Bản. Đội vô địch Central League 9 lần, trong đó họ chiến thắng serie chung kết NPB (Nippon Series) 3 lần (1979, 1980, 1984). Họ cũng đang chịu cơn khát danh hiệu Nippon Series dài nhất ở thời điểm hiện tại.
Đội được thành lập năm 1949, một phần với mục đích tạo dựng một điểm tựa tinh thần cho người dân thành phố đang trong quá trình tái thiết sau vụ thả bom nguyên tử. Đội Carp được xem là một trong những biểu tượng cho sự hồi sinh sau chiến tranh ở Hiroshima. Họ cũng là đội bóng chày chuyên nghiệp duy nhất tại châu Á mang tên địa phương xuyên suốt từ khi thành lập. 
Biệt danh Carp (cá chép), do nghị sĩ Tanigawa Noboru (谷川昇) đề xuất, nhiều khả năng lấy cảm hứng từ Lâu đài Hiroshima (còn gọi là Lâu đài Cá chép) và hiện tượng cá chép bơi ngược về nguồn trên sông Ōta chảy qua thành phố.

## Lịch sử
Ý tưởng thành lập một CLB bóng chày ở Hiroshima đã tồn tại ngay cả trước kế hoạch tái cơ cấu NPB của Shoriki Matsutaro. Hiroshima từ lâu đã là một địa phương mạnh về thể thao và có đam mê mãnh liệt với bóng chày. Ngay cả trước chiến tranh, tại đây đã có những trường danh tiếng trong giới bóng chày học đường như Trường trung học thương mại Hiroshima, Trường trung học cơ sở Koryo và Trường trung học cơ sở Kure ,  và đã sản sinh ra những cầu thủ vĩ đại như Tsuruoka Hitoshi, Shiraishi Katsumi và Fujimura Fumio.

### Thành lập
Năm 1949, Giải bóng chày Nhật Bản công bố kế hoạch thay đổi cơ cấu thành một hệ thống gồm hai giải thành NPB, cũng như mở rộng số đội tham gia. Trong khi đó, thành phố Hiroshima đã trải qua 4 năm vật lộn để khôi phục sau vụ đánh bom nguyên tử. Giới chức và doanh nghiệp ở tỉnh Hiroshima, dẫn đầu là chủ tờ báo Chugoku Shimbun Kawaguchi Go và cựu nghị sĩ Tanigawa Noboru, đã tiến hành vận động để lập đội tại đây trên một trong các suất mở rộng, với mục đích tạo dựng một điểm tựa tinh thần lành mạnh cho người dân trong quá trình tái thiết thành phố. Đề nghị này được Giải bóng chày Nhật Bản chấp thuận để gia nhập chi giải Central League vào ngày 28 tháng 11, và lễ thành lập đội bóng đã diễn ra vào ngày 5 tháng 12 năm 1949. Ishimoto Shuichi, nguyên huấn luyện viên trưởng của Taiyo Robins, được bổ nhiệm là HLV trưởng đầu tiên của CLB.
Trong quá trình soạn thảo kế hoạch thành lập, một số cái tên như Bears, Rainbows, Pigeons hay thậm chí Atoms (rất nhạy cảm với thành phố từng chịu sự tàn phá của vũ khí hạt nhân), đã được đưa ra để xét thông qua biệt danh cho đội. Tuy nhiên nhóm sáng lập đã thông qua biệt danh Carp (cá chép) theo đề nghị của Tanigawa, lấy cảm hứng từ di tích tiêu biểu của thành phố: Lâu đài Hiroshima hay còn gọi là Lâu đài Cá chép, nơi hàng năm chứng kiến cá chép bơi về nguồn trên sông Ōta, bấy giờ đang là một đống đổ nát trước khi được phục dựng năm 1958.

### Những năm đầu khó khăn (thập niên 1950-1960)
Lấy sân vận động của tỉnh làm sân nhà, buổi đầu hoạt động của đội Carp đầy rẫy những khó khăn. 
Kế hoạch thu nạp các cầu thủ đội hai từng dưới trướng tại Robins của Ishimoto đổ bể, CLB gặp rất nhiều khó khăn để chiêu mộ đội hình đầu tiên. Ishimoto phải đích thân đi mời về mới tập hợp được một dàn cầu thủ sứt mẻ, trong đó đáng chú ý duy nhất là cầu thủ sân trong huyền thoại của Giants Shiraishi Katsumi trở về xây dựng đội bóng quê hương. Kết thúc mùa giải đầu tiên 1950, CLB đứng cuối tại Central League, ít hơn đội đầu bảng Shochiku Robins 59 trận thắng. Điểm tích cực duy nhất đến từ việc chiêu mộ tay ném chủ công trẻ Hasegawa Ryohei, và Shiraishi lọt vào Đội hình xuất sắc nhất mùa giải. Mùa giải 1951 cũng không khá hơn, thậm chí CLB chỉ hoàn thành việc thi đấu 99 trong tổng số 120 trận đấu của mùa giải.
Trong số những vấn đề lớn nhất mà CLB Carp gặp phải là khó khăn về tài chính. Một trong những nguyên nhân được chỉ ra là quy định phân bổ doanh thu bán vé của NPB thời bấy giờ trong đó đội thắng trận được nhận 70% doanh thu, bất kể trên sân nhà hay sân khách. Là đội bóng không có một doanh nghiệp chủ quản có tiềm lực tài chính dồi dào chống lưng, các thất bại buổi đầu càng khiến đội bóng lao đao trong việc duy trì hoạt động cũng như đảm bảo khoản phí thành viên 3 triệu yên tại giải, cũng như tình trạng nợ lương các cầu thủ xuất hiện. CLB đã tìm nhiều doanh nghiệp để mời tiếp quản như Kotobukiya và công ti Bia Asahi. Thậm chí CLB bị giải gây áp lực phải sáp nhập với Taiyo Whales, tuy nhiên đã vấp phải sự phản đối của dư luận, dẫn đầu là HLV Ishimoto, trước viễn cảnh đội bóng rời bỏ Hiroshima và chuyển tới Shimonoseki, Yamaguchi dưới trướng Taiyo.
HLV Ishimoto sau đó đã thành lập hội cổ động viên (được hợp thức hóa ngày 29/7/1951) với mục đích vận động gây quĩ hỗ trợ duy trì hoạt động của đội Carp, và nhận được sự hưởng ứng nhiệt liệt từ người dân thành phố Hiroshima. Tính đến hết mùa giải 1951, số lượng thành viên đạt 13.000 người, và tổng số tiền gây quĩ được từ các hoạt động giao lưu, bán đồ, hay nổi bật nhất là hoạt động "thùng sake quyên góp", đạt 4,4 triệu yên (tương đương 2,86 tỉ yên thời giá 2024), giúp CLB tạm vượt qua khó khăn. 

#### Mùa giải sinh tử 1952
Với việc Nishi-Nippon Pirates sáp nhập vào Nishitetsu Clippers của Pacific League, hạ số đội tại chi giải Central League xuống 7 đội và gây khó khăn trong việc sắp xếp lịch thi đấu, ban lãnh đạo Central League ra quyết định sẽ khai trừ bất cứ đội nào kết thúc mùa giải 1952 với tỉ lệ thắng dưới 30%. Đây được xem là nước đi nhằm loại bỏ CLB Carp lao đao cả về thành tích lẫn tài chính trong 2 mùa giải trước đó. 
Tình hình càng trở nên nguy cấp hơn với đội Carp, khi tay ném trụ cột Hasegawa Ryohei bị Nagoya Dragons tiếp cận và chiêu mộ vào ngày 25/12/1951 thông qua việc lách luật trong hợp đồng của Hasegawa với Carp. Tuy nhiên, hợp đồng chiêu mộ trên với Dragons không được ủy viên giải thông qua, và Hasegawa trở về biên chế đội Carp.
Sau nửa đầu mùa giải tệ hại với thành tích 13 thắng, 46 thua, 2 hòa (thắng 22%), những tưởng trát khai trừ và giải thể đã định đối với Hiroshima Carp. Nhưng sang tới nửa cuối mùa giải, với sự quyết chiến của toàn đội, CLB đã giành thêm 24 trận thắng, thua 34, hòa 1, để kết thúc mùa với tỉ lệ thắng 31,6%. Hasegawa khi quay về đã trở thành vị cứu tinh của Carp trước bờ vực bị khai trừ khi gồng gánh khối lượng ném khổng lồ và cùng Sugiura Ryutaro đóng góp 20 trên tổng số 37 chiến thắng của đội trong mùa giải này.
Trái ngược với Carp, Shochiku Robins, nhà vô địch kì Nippon Series đầu tiên, bị khai trừ khỏi giải sau mùa giải 1952 với tỉ lệ thắng 28.8% và bị sáp nhập vào Taiyo Whales. Trong quá trình sáp nhập, một lượng lớn cầu thủ thuộc biên chế Robins, trong đó có tay đập hạng nặng Kozuru Makoto, có thể được các CLB khác chiêu mộ. Đội Carp, với ngân sách eo hẹp, đã một lần nữa phải dựa vào nguồn tiền gây quỹ quần chúng, lên tới hơn 10 triệu yên, để có thể kí hợp đồng với những cầu thủ này.
Tuy nhiên, việc NPB điều chỉnh quy định về phân bổ doanh thu bán vé trong đó đội chủ nhà được nhận ít nhất 60% có thể giúp CLB cải thiện phần nào tình hình tài chính trong những năm sau đó.

#### Mái nhà mới và chủ mới
Tuy nhiên, chỉ 3 năm sau, vào năm 1955, tình hình tài chính của của Carp lại lao đao trở lại, với khoản nợ đã lên tới 56,3 triệu yên. Để giải quyết vấn đề này, Matsuda Tsuneji, chủ tịch nhà sản xuất ô tô Toyo Kogyo (Mazda ngày nay) đã đề nghị đội bóng làm thủ tục phá sản rồi dồn toàn bộ tài sản sang một pháp nhân mới thuộc về các doanh nghiệp địa phương tự xoá nợ. Chỉ 2 ngày sau khi thống nhất việc "giải thể từng phần" doanh nghiệp CLB Bóng chày Hiroshima trước các cổ đông, ngày 19 tháng 12, doanh nghiệp Công ti Cổ phần Hiroshima Carp được thành lập với số vốn 5 triệu yên và chủ tịch là giám đốc công ti đường sắt địa phương Ito Nobuyuki. 
Động thái này gây bất bình của các đội trong giải. Họ yêu cầu được tiếp cận các cầu thủ Carp mà họ cho rằng "không còn nghĩa vụ hợp đồng với CLB Carp mới và đã là cầu thủ tự do" hay yêu cầu đội Carp mới một lần nữa nộp phí gia nhập giải. Tuy nhiên, ủy viên giải Suzuki Ryuji, với sự thuyết phục từ Kawaguchi Go, đã chấp thuận tính kế thừa tư cách pháp nhân của Carp, kết luận rằng "đây chỉ là động thái đổi tên". Kể từ đó, khoản nợ 56,3 triệu yên kia đã được xóa.
Năm 1957, các doanh nghiệp tại Hiroshima, bao gồm Toyo Kogyo, đã quyên góp 160 triệu yên (khoảng 103 tỉ yên thời giá 2024) để xây dựng sân nhà mới cho CLB tại ven ngã ba sông Ōta, nằm gần kề Khu tưởng niệm Hòa bình Hiroshima. Sân vận động Thành phố Hiroshima khánh thành vào ngày 22 tháng 7 năm 1957, và tổ chức trận đấu đầu tiên của đội Carp vào ngày 24 tháng 7, trong trận thua 1-15 trước Hanshin Tigers.
Năm 1963, chủ tịch Toyo Kogyo Matsuda Tsuneji lên làm chủ tịch CLB Carp thay cho Ito Nobuyuki. Năm 1967, ông trở thành chủ sở hữu cũng như cổ đông lớn nhất của Carp. Câu lạc bộ đổi tên thành Hiroshima Toyo Carp (bổ sung tên nhà tài trợ chính, công ti Toyo Kogyo của Matsuda), và Matsuda Kohei, con trai của Tsuneji, lên làm quyền chủ tịch CLB.  

### Kỉ nguyên "Mũ đỏ" vàng son (thập niên 1970-1980)

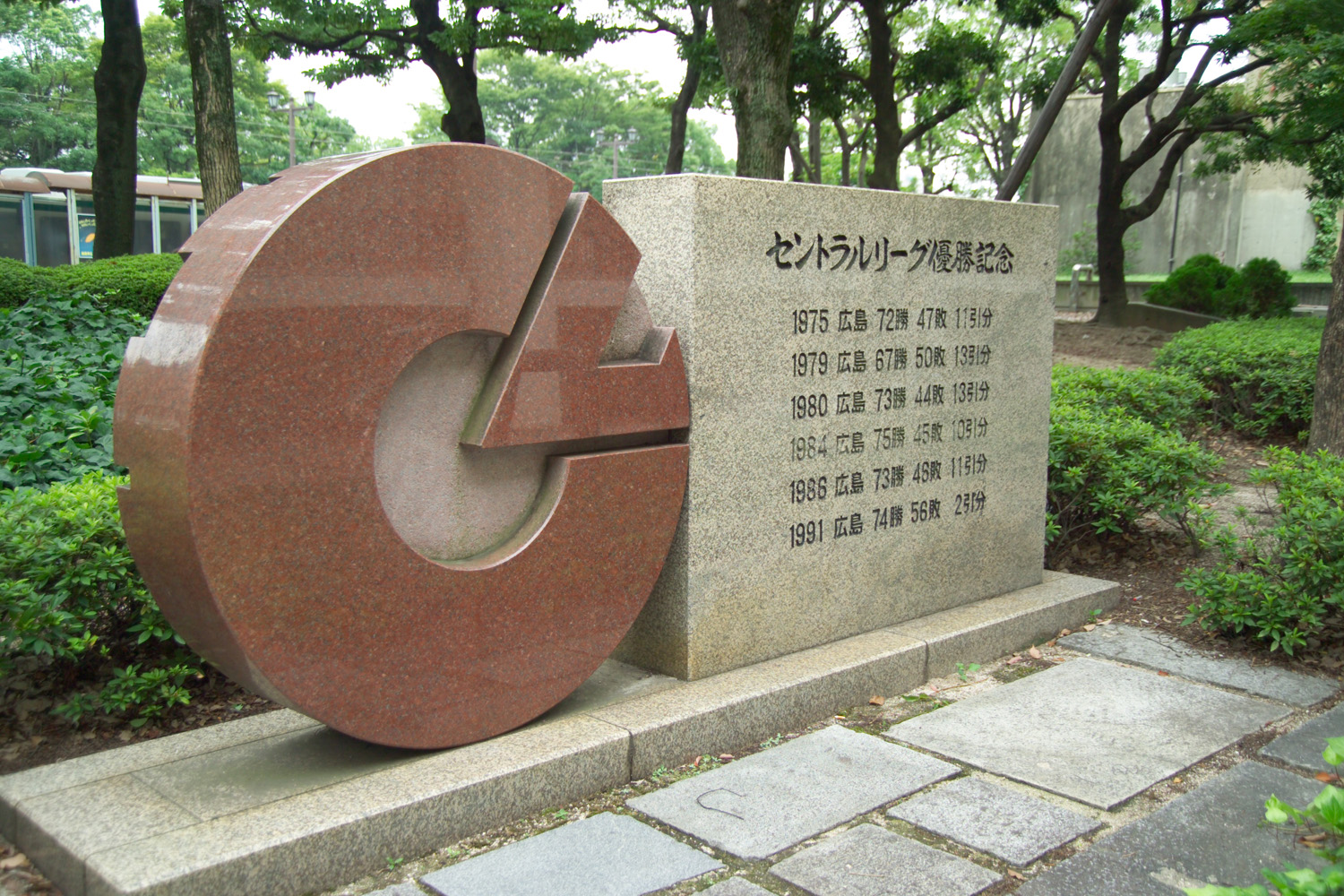
Bức phù điêu kỉ niệm thành tích vô địch Central League của Hiroshima Carp, tại công viên nơi từng là Sân vận động Thành phố Hiroshima

CLB Carp đạt tỷ lệ chiến thắng trên 0,5 trong hai mùa giải liên tiếp 1970 - 1971, nhưng sau đó đứng cuối bảng trong ba năm liên tiếp, dưới sự chỉ đạo của lần lượt các huấn luyện viên Nemoto Rikuo, Betto Kaoru và Morinaga Katsuya.
Đồng phục Carp bắt đầu chuyển sang chuyển sang đã mặc đồng phục viền đỏ sử dụng viền đỏ từ năm 1958. Tuy nhiên, sau khi kể từ khi Betto Kaoru nhậm chức HLV vào năm 1973, màu đỏ dần trở thành màu nhận diện cơ bản của CLB Carp, khi được sử dụng trên logo chữ trên ngực và số áo, và sau đó là tất, mũ và mũ bảo hộ đánh bóng vào năm 1977.
Năm 1972, Joe Lutz, nguyên huấn luyện viên đánh bóng của Cleveland Indians, tham gia huấn luyện Carp khi cả hai CLB đang tổ chức kì tập huấn mùa xuân tại Arizona, và vào năm 1975, ông được bổ nhiệm làm huấn luyện viên trưởng người nước ngoài đầu tiên trong lịch sử của CLB. . Tuy nhiên, Lutz đã từ chức chỉ sau 15 trận đấu trên ghế chỉ đạo vì bất bình về công tác trọng tài được cho là cố ý chèn ép người nước ngoài. Kế nhiệm ông là Koba Takeshi. Sau khi cạnh tranh quyết liệt với Chunichi Dragons và Hanshin Tigers ở mùa giải 1975, Hiroshima Toyo Carp đã giành chức vô địch Central League (CL) lần đầu tiên trong lịch sử CLB, nhưng không thể làm nên bất ngờ trong lần đầu tham dự Nippon Series khi để thua Hankyu Braves với 2 trận hòa và 4 trận thua. Yamamoto Koji và Kinugasa Sachio lọt vào Đội hình xuất sắc nhất mùa tại CL trong đó Yamamoto dẫn đấu về tỉ lệ đạt hit và số điểm chạy về, Sotokoba Yoshiro dẫn đầu về số trận ném thắng và Oshita Tsuyoshi đứng đầu về số lần chạy cướp chốt. Mùa giải 1975 cũng đánh dấu khởi đầu thời kỳ hoàng kim trong lịch sử CLB Carp, với cuộc diễu hành mừng chức vô địch Central League tại Đại lộ Hòa bình Hiroshima đã thu hút khoảng 300.000 người hâm mộ.
Với dàn tay đập mang biệt danh "Mũ đỏ" (赤ヘル打線, Akaheru-dasen) dẫn đầu bởi Yamamoto và Kinugasa, cùng với các ngoại binh Jim Lyttle và Henry Garrett, Carp trở thành đội đầu tiên trong lịch sử NPB đạt tổng cộng 200 home run trong một mùa giải vào năm 1977. Năm 1979, Hiroshima Carp một lần nữa vô địch Central League, trước khi giành chức vô địch Nippon Series lần đầu tiên trong lịch sử CLB với tỉ số 4 thắng - 3 thua trước Kintetsu Buffaloes. Carp bảo vệ thành công danh hiệu vô địch Nippon Series năm 1980, sau khi một lần nữa đánh bại Buffaloes. Năm 1982, Tsuda Tsunemi trở thành cầu thủ Carp đầu tiên trong lịch sử giành giải Tân binh của năm tại Central League. 
Năm 1984, với đội hình ném bóng bao gồm Yamane Kazuo, Kitabeppu Manabu và Ono Yutaka cùng Yamamoto và Kinugasa, CLB Carp đã danh hiệu Nippon Series lần thứ ba trong 5 năm sau khi đánh bại Hankyu Braves. Tuy nhiên, huấn luyện viên Koba Takeshi tuyên bố từ chức sau mùa giải 1985.
Anan Junro được bổ nhiệm làm HLV trưởng Carp từ mùa giải 1986; ông mô tả vai trò của mình là "người tạm quyền trước khi Yamamoto có thể kế thừa ghế HLV". Với một đội hình không có một ngoại binh nào trong đội hình xuất phát, Anan đã đưa CLB Carp vô địch Central League năm 1986, nhưng thất bại tại Nippon Series trước Seibu Lions sau 3 thắng, 4 thua và 1 hòa. Sau mùa giải 1986, tay đập trụ cột Yamamoto Koji giải nghệ, và Carp đã chịu cảnh thiếu ngôi sao đánh bóng trong đội hình cho đến những năm 1990.
Ngày 13 tháng 6 năm 1987, Kinugasa Sachio phá vỡ kỷ lục thế giới 2130 trận ra sân liên tiếp của Lou Gehrig (New York Yankees), trước khi giải nghệ vào cuối mùa giải với thành tích chung cuộc 2215 trận.
Năm 1989, Yamamoto Koji kế nhiệm Anan Junro cho vị trí huấn luyện viên trưởng. Năm 1991, với việc Tsuda Tsunemi nghỉ thi đấu để điều trị bệnh từ đầu mùa, Ono Yutaka đã chuyển sang vị trí ném hậu công để khỏa lấp chỗ trống Tsuda để lại. Yamasaki Ryuzo trở thành cầu thủ đánh bóng trụ cột của Carp và họ giành chức vô địch Central League với đội hình thiên lệch về sức mạnh dàn ném bóng. Tại Nippon Series, bất chấp rất nhiều nỗ lực, bao gồm việc chủ công Kawaguchi Kazuhisa ra sân ném tới bốn lần, Carp một lần nữa thất bại sát nút trước Seibu Lions với tỉ số trận 3 - 4.

### Giai đoạn đi xuống và khủng hoảng (thập niên 1990-2000)

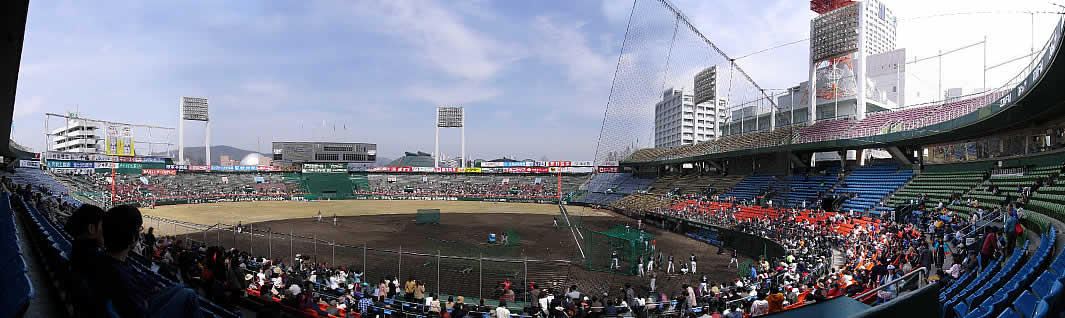
Sân vận động Thành phố Hiroshima cũ vào ngày 14/3/2004.

Mùa giải 1992 chứng kiến cuộc cạnh tranh gay cấn cho ngôi đầu Central League với việc đội vô địch Yakult chỉ hơn đội cuối bảng Chunichi Dragons 9 trận thắng, và Hiroshima dù chỉ cách Swallows 3 trận thắng vẫn về đích ở vị trí thứ 4 sau Giants và Tigers đồng hạng 2, và tụt xuống Hạng B (nữa cuối bảng xếp hạng) lần đầu tiên sau 10 năm kể từ năm 1982. Tình hình còn trở nên tệ hơn với việc CLB Carp đứng cuối bảng vào mùa giải 1993. Đội hình Carp từ chỗ phong độ thăng hoa vào đầu mùa, với các tay ném bóng trụ cột như Kitabeppu và Sasaoka Shinji, nhanh chóng suy sụp trước tin Tsuda Tsunemi qua đời ở tuổi 32 vào ngày 30 tháng 7 sau thời gian điều trị u não. Huấn luyện viên Yamamoto tuyên bố từ chức vào cuối mùa.
Trong giai đoạn từ 1994 đến 1997, Hiroshima Carp dù vẫn duy trì ở nhóm Hạng A (nửa trên bảng xếp hạng) tại Central League, nhưng đã không thể cạnh tranh chức vô địch với Swallows hay Giants. Vào năm 1997, Ono Yutaka, ở tuổi 42 trở thành cầu thủ lớn tuổi nhất giành danh hiệu dẫn đầu giải về tỉ lệ mất điểm (ERA). Trong cùng năm, câu lạc bộ cũng chiêu mộ thành công tay ném Kuroda Hiroki trong Kì tuyển chọn cầu thủ, người sau đó lĩnh xướng dàn ném của Carp trong một thập kỉ trước khi chuyển tới MLB. Tuy nhiên, sau năm 1997, Hiroshima Carp trải qua 15 năm liên tiếp kết thúc mùa giải ở nhóm nửa cuối bảng xếp hạng.
Một trong những lý do khiến Carp chịu thành tích bết bát sau chức vô địch năm 1991 là do những vấn đề trong cấu trúc chủ quản. CLB được pháp luật công nhận là thuộc sở hữu tư nhân của các thành viên gia tộc Matsuda, trong khi cổ đông doanh nghiệp lớn nhất của Carp là Mazda lại không còn hợp nhất với gia tộc Matsuda sau khi bị bán cổ phần kiểm soát cho Ford từ năm 1979, và không có động thái tích cực trong vận hành hay tăng sở hữu CLB. Điều này khiến Carp bị hạn chế tiếp cận nguồn tài trợ từ một công ty chủ quản như phần còn lại của NPB. CLB không bao giờ ký hợp đồng với cầu thủ tự do và thường xuyên không thể giữ chân các cầu thủ ngôi sao khi không thể đáp ứng yêu cầu lương thưởng cho họ (ví dụ như Kanemoto Tomoaki, Etoh Akira, Andy Sheets, Nate Minchey, John Bale, Greg LaRocca và Arai Takahiro).
Marty Brown nhậm chức HLV trưởng Hiroshima Carp vào năm 2006, trở thành huấn luyện viên người nước ngoài đầu tiên của đội sau 31 năm. Đội đã lập kỷ lục đáng buồn khi chỉ ghi được 2 điểm trong suốt 9 trận đầu tiên của mùa giải 2006. Năm 2008, mặc dù được dự đoán sẽ về đích ở vị trí cuối cùng sau khi tay ném át chủ bài Kuroda Hiroki và tay đập Arai Takahiro rời đi theo dạng cầu thủ tự do, Hiroshima Carp vẫn duy trì cạnh tranh cho một vị trí vào vòng play-off cho đến tận cuối mùa giải (khi chỉ còn 3 trận đấu nữa), khi bị Chunichi Dragons vượt qua sát nút và kết thúc ở vị trí thứ tư.
Kể từ mùa giải 2009, CLB Carp chuyển tới Sân vận động thành phố Hiroshima mới, còn được gọi là Sân vận động Mazda Zoom-Zoom, tại quận Minami (Nam).

### Giai đoạn phục hưng (thập niên 2010 - đầu thập niên 2020)
Mùa giải 2013, sau nhiều năm làm đội bóng lót đường tại Central League (CL), Hiroshima Carp quay trở lại nhóm A (nửa trên bảng xếp hạng) với vị trí thứ 3, và dành vé dự vòng 1 Climax Series. Họ vượt qua Hanshin Tigers sau hai trận thắng, trước khi thua trắng Yomiuri Giants sau 3 lượt trận.  

#### 3 chức quán quân Central League

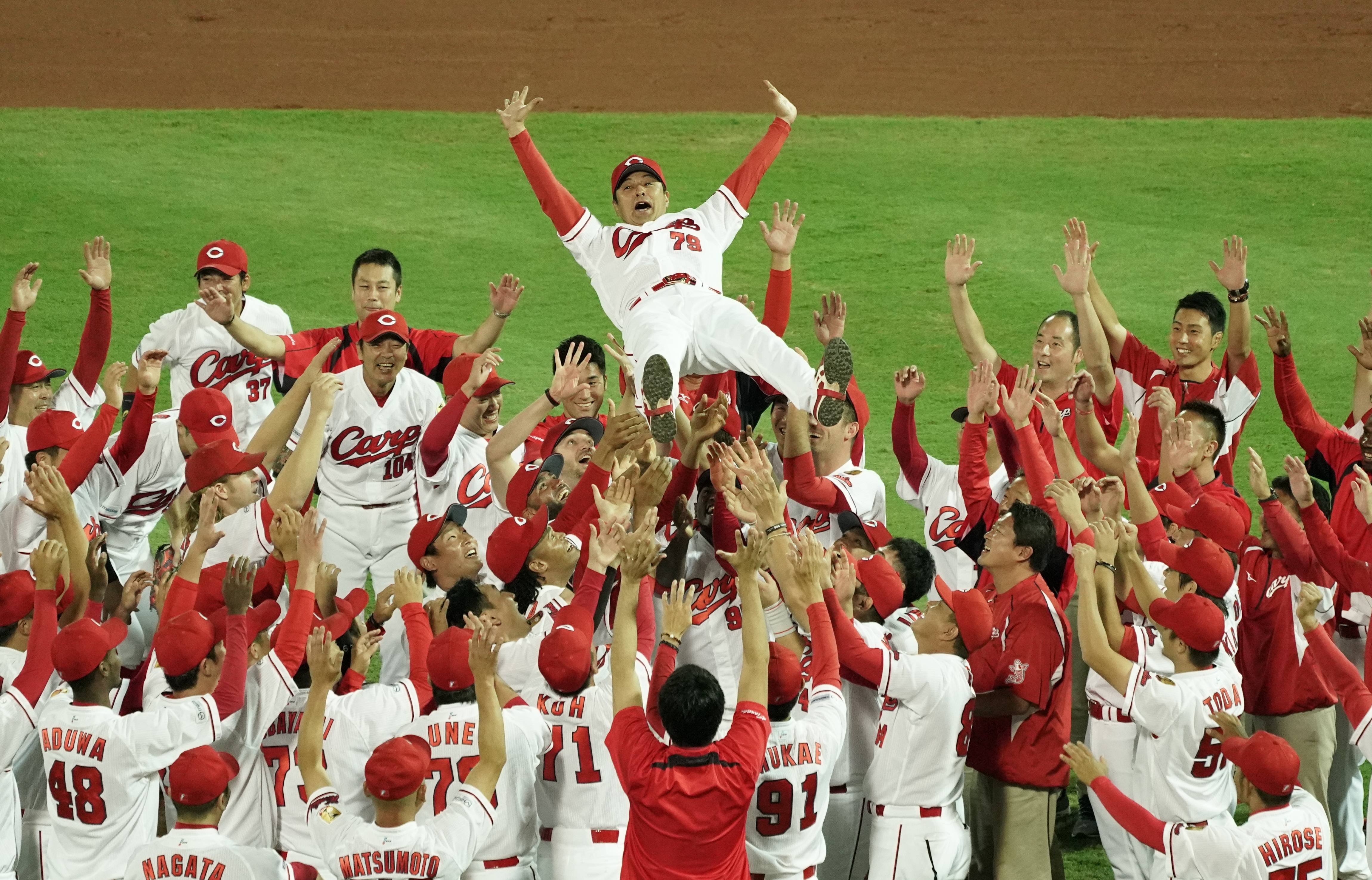
Toàn đội Carp tung hô huấn luyện viên trưởng để ăn mừng chức vô địch Central League năm 2018

#### Mùa giải 2024
Sang năm thứ hai CLB được dẫn dắt bởi HLV trưởng Arai Takahiro, đội Carp ghi ít home run một cách bất thường: toàn đội chỉ đập được 52 home run, ít hơn tới 44 lần so với mùa trước đó.. Một lí do có thể là việc bóng thi đấu ở mùa giải này được ghi nhận "ít nảy" hơn, khiến nhiều pha đập bóng mà đáng ra có thể bay qua rào lại rơi trong sân và bị chụp thành fly out, dẫn tới sụt giảm thông số tấn công, đặc biệt là home run, xảy ra trong toàn giải.
Tình trạng này mặt khác lại vô cùng có lợi cho thành tích của các tay ném, đặc biệt của đội Carp. Các tay ném chủ công thường có chỉ số mất điểm trong khoảng 3.0 giờ đây lần lượt hạ thấp được chỉ số xuống dưới 1.0, trong các tay ném hộ công đạt được sự ổn định về hiệu suất thi đấu.
Sang giai đoạn thi đấu liên giải, vốn ít có mùa đạt số trận thắng trên 50%, đội Carp bất ngờ đạt thành tích thắng đa số trận ở tất cả các serie trừ serie đối đầu với Softbank Hawks
Ngày 7 tháng 6, Ohsera Daichi trở thành tay ném thứ 7 trong lịch sử CLB và thứ 102 trong lịch sử NPB ném được một trận no-hit, no-run trước đối thủ Chiba Lotte Marines.
Với việc thắng trên 50% số trận liên giải, đội Carp kết thúc nửa đầu mùa giải với vị trí đầu bảng Central League.
Tuy nhiên, vào nửa cuối mùa giải sau trận giao hữu các ngôi sao, số home run và hiệu số tấn công khác tại toàn giải NPB tăng vọt trở lại. Điều này khiến đội hình tấn công của đội Carp vốn đã quen lối chơi đập bóng bỏ nhỏ và ít khả năng đập bóng đi xa, lại càng trở nên lép vế so với phần còn lại của giải. Cùng với sự sa sút của đội ngũ tay ném rất xuất sắc trước đó, điều này dẫn tới việc đội Carp thua liền 20/25 trận trong tháng 9, và rơi từ vị trí đầu bảng xuống thứ 4 thuộc nhóm cuối bảng và mất quyền dự vòng playoff. Đây là thành tích trong một tháng thi đấu tệ nhất trong lịch sử CLB và ngang bằng thành tích tệ nhất toàn giải.

## Các cầu thủ nổi bật

### Cầu thủ thi đấu tại MLB
Hiện còn thi đấu:
- Maeda Kenta (2016–)
- Suzuki Seiya (2022–)
- Ryan Brasier (2013, 2018–)
- Taylor Hearn (2019-2023)

Đã giải nghệ:
- Colby Lewis (2002–2004, 2006–2007, 2010–2012, 2014–2016)
- Kuroda Hiroki (2008–2014)
- Takahashi Ken (2009)
- Richie Scheinblum (1975–1976)
- Alfonso Soriano (1999–2014)

### Các số áo được lưu niệm
|                                                  |
| Kinugasa Sachio (1975–1987) Treo ngày 22/10/1987 |

|                                                           |
| Yamamoto Koji (1971–1986, 2001–2005) Treo ngày 27/10/1986 |

|                                                           |
| Kuroda Hiroki (1997–2007, 2015–2016) Treo ngày 30/10/2016 |

### Các số áo nổi bật
- 1  Maeda Tomonori  (1994–2013) -  Suzuki Seiya (2019–2021)
- 7  Nomura Kenjiro  (1989–2005) -  Dobayashi Shota (2013–)
- 18  Sasaoka Shinji  (1990-2007) -  Maeda Kenta (2008–2015) -  Morishita Masato (2020–）
- 20  Kitabeppu Manabu  (1976–1994) -  Nagakawa Katsuhiro (2003–2019) -  Kuribayashi Ryoji (2021–）
- 25  Arai Takahiro  (1999–2007, 2016–2018, 2023–)

## Huấn luyện viên trưởng
| Tên               | Quốc tịch | Giai đoạn            |
| ----------------- | --------- | -------------------- |
| Ishimoto Shuichi  | Nhật Bản  | 1950–1953            |
| Shiraishi Katsumi | Nhật Bản  | 1953–1960, 1963–1965 |
| Monzen Masato     | Nhật Bản  | 1961–1962            |
| Hasegawa Ryohei   | Nhật Bản  | 1965–1967            |
| Nemoto Rikuo      | Nhật Bản  | 1968–1972            |
| Morinaga Katsuya  | Nhật Bản  | 1972, 1974–1975      |
| Joe Lutz          | Hoa Kỳ    | 1975                 |
| Koba Takeshi      | Nhật Bản  | 1975–1985            |
| Anan Junro        | Nhật Bản  | 1986–1988            |
| Yamamoto Koji     | Nhật Bản  | 1989–1993, 2001–2005 |
| Mimura Toshiyuki  | Nhật Bản  | 1994–1998            |
| Tatsukawa Mitsuo  | Nhật Bản  | 1999–2000            |
| Marty Leo Brown   | Hoa Kỳ    | 2006–2009            |
| Nomura Kenjiro    | Nhật Bản  | 2010–2014            |
| Ogata Koichi      | Nhật Bản  | 2015–2019            |
| Sasaoka Shinji    | Nhật Bản  | 2020–2022            |
| Arai Takahiro     | Nhật Bản  | 2023–                |

## Các cơ sở đào tạo cầu thủ ở nước ngoài
Nhằm đào tạo các ngoại binh chất lượng nhưng lương thấp hơn các hợp đồng đắt đỏ với các cầu thủ tự do từ MLB, CLB Carp đã thành lập Học viện Bóng chày Carp tại Cộng hòa Dominica vào năm 1990, trở thành là CLB đầu tiên tại NPB thành lập cơ sở đào tạo cầu thủ ngoài Nhật Bản. Sản phẩm đầu tiên của học viện, Robinson Checo, ra mắt đội một vào năm 1995. Một số cầu thủ của học viện, tiêu biểu là Timo Pérez và Alphonso Soriano, sau này đã có sự nghiệp thi đấu thành công tại MLB.
Ngoài ra, CLB Carp còn thành lập một lò đào tạo tay ném tại Quảng Đông, Trung Quốc.

## Cơ cấu chủ sở hữu
Đa số cổ phần của đội (60%) thuộc về một nhóm cổ đông là thành viên gia tộc của nhà sáng lập hãng ô tô Mazda Matsuda Jujiro. Trong khi đó, cổ đông pháp nhân lớn nhất của đội, tập đoàn Mazda, chỉ nắm 34,2% cổ phần. Do vậy, Carp là đội bóng chày chuyên nghiệp duy nhất trong số 28 đội tại châu Á thuộc sở hữu tư nhân.